# Philoxène Boyer
Philoxène Boyer (* 21. September 1829 in Cahors; † 12. November 1867 in Paris) war ein französischer Schriftsteller.

## Leben
Boyer war der Sohn eines Gymnasialdirektors, in dessen Schule er auch seine Schulzeit absolvierte. Anschließend begann Boyer ein Studium an der Sorbonne in Paris. In dieser Zeit befreundete er sich u. a. mit Charles Baudelaire, der ihn auch bestärkte, erste kleine Arbeiten in literarischen Zeitschriften zu veröffentlichen. Sein Debüt wurde von der offiziellen Literaturkritik „ob ihres exzentrischen Stil“ sehr kontrovers diskutiert.
Über Baudelaire machte Boyer dann auch die Bekanntschaft von Théodore de Banville, der ihn auch in den Kreis der Parnassiens einführte. Bald schon zählte man Boyer dazu. 1856 veröffentlichte de Banville sein Gedicht „À Philoxène Boyer“. Später nahm Alphonse Lemerre einige Werke Boyers, in die später berühmt gewordene Anthologie Le Parnasse contemporain mit auf.
Als Lyriker versuchte Boyer zusammen mit Charles Leconte de Lisle und Maurice Rollinat Gedichte im Stil der Villanelles
zu verfassen, war aber darin nicht sehr erfolgreich.

## Werke (Auswahl)
- Les chercheurs d’amour. Scénes de la vie romanesque. Albert, Paris 1856
- Le cousin du roi. Comédie en 1 acte. Levy, Paris 1857 (zusammen mit Théodore de Banville)
- Le feuilleton d’Aristhophan. Levy, Paris 1853 (zusammen mit Théodore de Banville)
- Le garde-malade. Vaudeville en 1 acte. Tresse, Paris 1846 (zusammen mit Paul de Kock).